# Saint-Vincent-de-Mercuze
Saint-Vincent-de-Mercuze és un municipi francès situat al departament de la Isèra i a la regió d'Alvèrnia-Roine-Alps. L'any 2007 tenia 1.386 habitants.

## Demografia

### Població
El 2007 la població de fet de Saint-Vincent-de-Mercuze era de 1.386 persones. Hi havia 520 famílies de les quals 112 eren unipersonals (48 homes vivint sols i 64 dones vivint soles), 172 parelles sense fills, 224 parelles amb fills i 12 famílies monoparentals amb fills.
La població ha evolucionat segons el següent gràfic:
Habitants censats

### Habitatges
El 2007 hi havia 613 habitatges, 525 eren l'habitatge principal de la família, 70 eren segones residències i 18 estaven desocupats. 567 eren cases i 44 eren apartaments. Dels 525 habitatges principals, 452 estaven ocupats pels seus propietaris, 59 estaven llogats i ocupats pels llogaters i 14 estaven cedits a títol gratuït; 4 tenien una cambra, 21 en tenien dues, 42 en tenien tres, 134 en tenien quatre i 324 en tenien cinc o més. 440 habitatges disposaven pel capbaix d'una plaça de pàrquing. A 171 habitatges hi havia un automòbil i a 322 n'hi havia dos o més.

### Piràmide de població
La piràmide de població per edats i sexe el 2009 era:
| Homes | Edats   | Dones |
| ----- | ------- | ----- |
| 0     | 95 o +  | 0     |
| 4     | 90 a 94 | 0     |
| 0     | 85 a 89 | 12    |
| 0     | 80 a 84 | 16    |
| 8     | 75 a 79 | 16    |
| 20    | 70 a 74 | 16    |
| 24    | 65 a 69 | 28    |
| 40    | 60 a 64 | 24    |
| 36    | 55 a 59 | 20    |
| 48    | 50 a 54 | 52    |
| 64    | 45 a 49 | 40    |
| 72    | 40 a 44 | 68    |
| 64    | 35 a 39 | 80    |
| 40    | 30 a 34 | 44    |
| 12    | 25 a 29 | 20    |
| 24    | 20 a 24 | 20    |
| 44    | 15 a 19 | 56    |
| 52    | 10 a 14 | 64    |
| 56    | 5 a 9   | 64    |
| 48    | 0 a 4   | 32    |

## Economia
El 2007 la població en edat de treballar era de 888 persones, 667 eren actives i 221 eren inactives. De les 667 persones actives 638 estaven ocupades (350 homes i 288 dones) i 29 estaven aturades (11 homes i 18 dones). De les 221 persones inactives 82 estaven jubilades, 84 estaven estudiant i 55 estaven classificades com a «altres inactius».

### Ingressos
El 2009 a Saint-Vincent-de-Mercuze hi havia 549 unitats fiscals que integraven 1.445,5 persones, la mediana anual d'ingressos fiscals per persona era de 25.108 €.

### Activitats econòmiques
Dels 65 establiments que hi havia el 2007, 2 eren d'empreses extractives, 1 d'una empresa alimentària, 5 d'empreses de fabricació d'altres productes industrials, 13 d'empreses de construcció, 6 d'empreses de comerç i reparació d'automòbils, 2 d'empreses de transport, 3 d'empreses d'hostatgeria i restauració, 6 d'empreses d'informació i comunicació, 3 d'empreses financeres, 3 d'empreses immobiliàries, 15 d'empreses de serveis, 3 d'entitats de l'administració pública i 3 d'empreses classificades com a «altres activitats de serveis».
Dels 14 establiments de servei als particulars que hi havia el 2009, 1 era un taller de reparació d'automòbils i de material agrícola, 3 paletes, 2 guixaires pintors, 3 fusteries, 2 electricistes, 1 veterinari i 2 restaurants.
Dels 3 establiments comercials que hi havia el 2009, 1 era una botiga de menys de 120 m², 1 una fleca i 1 una botiga d'equipament de la llar.
L'any 2000 a Saint-Vincent-de-Mercuze hi havia 20 explotacions agrícoles que ocupaven un total de 840 hectàrees.

## Equipaments sanitaris i escolars
El 2009 hi havia 1 escola maternal i 1 escola elemental.

## Poblacions més properes
El següent diagrama mostra les poblacions més properes.